# 유니버설 픽처스의 장편 애니메이션 영화 목록
극장 애니메이션 장편 영화 목록은 유니버설 픽처스가 발표 한 애니메이션 영화로 구성되어 있습니다.

## 주요 작품 목록
| 유니버설 애니메이션 스튜디오 |
| 일루미네이션 엔터테인먼트    |
| 앰블린 엔터테인먼트          |
| 드림웍스 애니메이션          |
| 유니버설 이외의 스튜디오     |
| 기타                         |

### 장편 애니메이션
| 개봉일자   | 제목                           | 비고 |
| ---------- | ------------------------------ | --- |
| 1986.11.21 | 피블의 모험                    | 공동 제작 앰블린 엔터테인먼트                                                                              |
| 1988.11.18 | 공룡시대                       | 공동 제작 앰블린 엔터테인먼트                                                                              |
| 1990.7.6   | 우주 가족 젯슨                 | 공동 제작 한나-바베라 프로덕션                                                                             |
| 1991.11.22 | 피블의 모험 2                  | 공동 제작 앰블린 엔터테인먼트                                                                              |
| 1993.11.24 | 공룡 대행진                    | 공동 제작 앰블린 엔터테인먼트                                                                              |
| 1995.12.22 | 발토                           | 공동 제작 앰블린 엔터테인먼트                                                                              |
| 2006.2.10  | 호기심 많은 조지               | 공동 제작 이매진 엔터테인먼트 and 유니버설 애니메이션 스튜디오                                             |
| 2006.9.26  | Happy Tree Friends             | 공동 제작 Working Title Films                                                                              |
| 2008.12.19 | 작은 영웅 데스페로             | 공동 제작 Framestore CFC, Larger Than Life Productions, 렐러티비티 미디어 and 유니버설 애니메이션 스튜디오 |
| 2009.2.6   | 코렐라인: 비밀의 문            | 인터내셔널 배급, 공동 제작 라이카 엔터테인먼트 and Pandemonium                                             |
| 2009.9.9   | 9: 나인                        | 공동 제작 렐러티비티 미디어                                                                                |
| 2010.7.9   | 슈퍼배드                       | 공동 제작 일루미네이션 엔터테인먼트                                                                        |
| 2011.4.1   | 바니 버디                      | 공동 제작 일루미네이션 엔터테인먼트 and 렐러티비티 미디어                                                  |
| 2012.3.2   | 로렉스                         | 공동 제작 일루미네이션 엔터테인먼트                                                                        |
| 2012.8.17  | 파라노만                       | 인터내셔널 배급, 공동 제작 포커스 피처스 and 라이카 엔터테인먼트                                           |
| 2013.7.3   | 슈퍼배드 2                     | 공동 제작 일루미네이션 엔터테인먼트                                                                        |
| 2014.9.26  | 박스트롤                       | 인터내셔널 배급, 공동 제작 포커스 피처스 and 라이카 엔터테인먼트                                           |
| 2015.7.10  | 미니언즈                       | 공동 제작 일루미네이션 엔터테인먼트                                                                        |
| 2016.7.8   | 마이펫의 이중생활              | 공동 제작 일루미네이션 엔터테인먼트                                                                        |
| 2016.8.19  | 쿠보와 전설의 악기             | 인터내셔널 배급, 공동 제작 포커스 피처스 and 라이카 엔터테인먼트                                           |
| 2016.12.21 | 씽                             | 공동 제작 일루미네이션 엔터테인먼트                                                                        |
| 2017.6.30  | 슈퍼배드 3                     | 공동 제작 일루미네이션 엔터테인먼트                                                                        |
| 2018.11.9  | 그린치                         | 공동 제작 일루미네이션 엔터테인먼트                                                                        |
| 2019.2.22  | 드래곤 길들이기 3              | 배급 담당, 제작 드림웍스 애니메이션                                                                        |
| 2019.6.7   | 마이펫의 이중생활2             | 공동 제작 일루미네이션 엔터테인먼트                                                                        |
| 2019.9.27  | 스노우 몬스터                  | 배급 담당, 제작 드림웍스 애니메이션 and Pearl Studio                                                       |
| 2019.10.11 | 아담스 패밀리                  | Cinesite Studios, The Jackal Group and BermanBraun                                                         |
| 2020.4.10  | 트롤: 월드 투어                | 배급 담당, 제작 드림웍스 애니메이션                                                                        |
| 2020.11.25 | 크루즈 패밀리: 뉴 에이지       | 배급 담당, 제작 드림웍스 애니메이션                                                                        |
| 2021.6.4   | 스피릿                         | 배급 담당, 제작 드림웍스 애니메이션                                                                        |
| 2021.7.2   | 보스 베이비 2                  | 배급 담당, 제작 드림웍스 애니메이션                                                                        |
| 2021.12.22 | 씽2게더                        | 공동 제작 일루미네이션 엔터테인먼트                                                                        |
| 2022.4.22  | 배드 가이즈                    | 배급 담당, 제작 드림웍스 애니메이션                                                                        |
| 2022.7.1   | 미니언즈 2                     | 공동 제작 일루미네이션 엔터테인먼트                                                                        |
| 2022.12.21 | 장화신은 고양이: 끝내주는 모험 | 배급 담당, 제작 드림웍스 애니메이션                                                                        |
| 2023.4.5   | 슈퍼 마리오 브라더스           | 공동 제작 일루미네이션 엔터테인먼트 and 닌텐도                                                             |

### 개봉 예정 영화
| 개봉일자   | 제목                       | 비고                                |
| ---------- | -------------------------- | ----------------------------------- |
| 2023.6.30  | 루비 길먼, 틴에이지 크라켄 | 배급 담당, 제작 드림웍스 애니메이션 |
| 2023.11.17 | 트롤: 밴드 투게더          | 배급 담당, 제작 드림웍스 애니메이션 |
| 2023.12.22 | 인투 더 월드               | 공동 제작 일루미네이션 엔터테인먼트 |
| 2024.3.8   | 쿵푸팬더 4                 | 배급 담당, 제작 드림웍스 애니메이션 |